# Wapen van Graafstroom

Het wapen van de voormalige gemeente Graafstroom

Het wapen van Graafstroom was het wapen van de voormalige Zuid-Hollandse gemeente Graafstroom. De gemeente is op 1 januari 2013 samen met de gemeentes Liesveld en Nieuw Lekkerland gefuseerd tot de gemeente Molenwaard waardoor dit wapen kwam te vervallen.

## Ontwerp
Het is gebruikelijk dat wapens van voorgaande gemeentes of gecombineerd worden, of dat er een volledig nieuw wapen ontworpen wordt. In het geval van de gemeente Graafstroom werd er besloten om een geheel nieuw wapen te ontwerpen. Het schild werd in het blazoen als volgt omschreven:
In goud 3 dwarsbalken van azuur, de bovenste en onderste golvend. Het schild gedekt met een gouden kroon van 3 bladeren en 2 parels.
Het schild is goud van kleur met daarop drie dwarsbalken. De onderste en bovenste dwarsbalken zijn golvend en stellen daarmee de Goudriaan en de Alblas voor. Omdat de Graafstroom een kanaal is, wordt deze op het schild door een rechte dwarsbalk gesymboliseerd.